# Терлюга Анжеліка Володимирівна

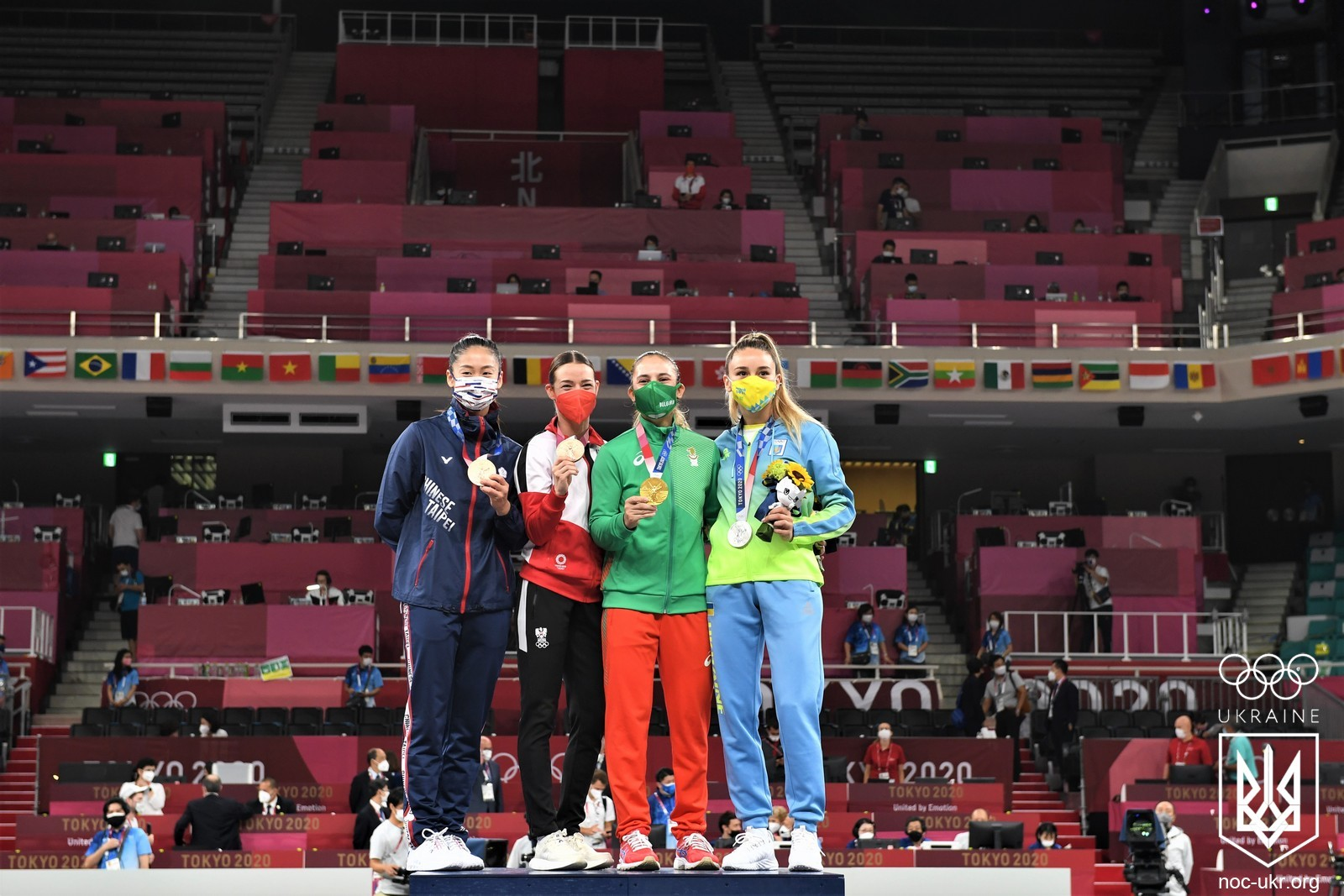

Анжелі́ка Володи́мирівна Терлю́га (нар. 27 березня 1992, Одеса) — українська каратистка, срібна призерка Олімпійських ігор 2020 року. Заслужений майстер спорту України. Змагається у ваговій категорії до 55 кг.
Її двічі визнавали найкращою спортсменкою України: у травні 2018 року та в січні 2020 року, найкращим тренером місяця визнавали наставника Анжеліки Дениса Морозова.
2018 року очолила рейтинг Міжнародної федерації карате у своїй ваговій категорії.
У 2021 році увійшла до рейтингу Forbes.ua 30 до 30.

## Життєпис
У листопаді 2011 року Терлюга виграла першу медаль Прем'єр-Ліги у кар'єрі, ставши бронзовою призеркою змагань у Зальцбурзі. У вересні 2015 року на турнірі Карате 1 Прем'єр-Ліги, який відбувався в Корбузі, Анджеліка вперше в кар'єрі виграла золоту медаль.
Сезон 2016 року Терлюга розпочала, потрапляючи у список призерів на трьох турнірах поспіль. Потім вона вперше виграла особисту медаль чемпіонату Європи. На змаганнях у Монпельє, Анджеліка вийшла у фінал, де поступилася італійці Сарі Кардін. На чемпіонаті світу в першому поєдинку українка перемогла болгарку Сільвію Вангелову, а у другому чилійку Кароліну Віделу. Після цього вона знову зустрілася з Сарою Кардін, якій поступилася.
Сезон 2017 року Терлюга провела також дуже успішно. Українка перемогла на двох турнірах серії Карате 1 Прем'єр-Ліги (Роттердам, Лейпциг) та на двох турнірах Карате 1 Серії А (Зальцбург, Окінава). Також на чемпіонаті Європи Анджеліка виграла бронзову медаль в особистому куміте та стала чемпіонкою в командному куміте.
2018 рік Терлюга розпочала на турнірі Прем'єр-Ліги у Парижі, де завоювала бронзову медаль. Також бронзову медаль вона завоювала на турнірі Прем'єр-Ліги у Роттердамі. Пізніше, на чемпіонаті Європи у Новому Саді Анджеліка вперше в кар'єрі зуміла стати чемпіонкою в особистому куміте. До кінця сезону вона перемогла на турнірах Прем'єр-Ліги у Берліні та Шанхаї, а також на турнірі Серії А в Сантьяго. Незважаючи на успішні результати протягом року, виграти медаль чемпіонату світу українці не вдалося. Там жереб звів її у першому поєдинку з дуже сильною болгарською каратисткою Івет Горановою, якій Терлюга програла.
Сезон 2019 року став для Анджеліки одним з найкращих у кар'єрі. Вона взяла участь у семи турнірах серії Карате 1 Прем'єр-Ліги, на яких здобула п'ять перемог (турніри в Парижі, Рабаті, Шанхаї, Токіо та Москві) та виграла срібну медаль (турнір в Дубаї). Також вона виграла срібну та бронзову медаль на турнірах Карате 1 Серія А в Сантьяго та Зальцбурзі. На чемпіонаті Європи у Гвадалахарі Анджеліка вийшла у півфінал, де поступилася турецькій каратеці Тубі Якан, а поєдинок за бронзову медаль українка програла болгарці Івет Горановій. У командному куміте українська команда стала найсильнішою, а Анджеліка стала триразовою чемпіонкою Європи. Найважливіше досягнення сезону Терлюга здобула на Європейських іграх у Мінську. На груповому етапі вона взяла реванш за чемпіонат Європи у турецької каратистки Туби Якан та здолала британку Аммі Коннел. У третьому поєдинку групи Анджеліка поступилася Івет Горановій, але з другого місця зуміла вийти у півфінал. Там вона перемогла фіналістку останнього чемпіонату світу Яну Бітч з Німеччини. У фіналі її суперницею знову стала Івет Горанова, якій Анджеліка вдруге програла, ставши срібною призеркою. За підсумками сезону Терлюга втретє поспіль стала найкращою каратисткою року у своїй ваговій категорії.
Сезон 2020 року для Терлюги розпочався 10 січня на турнірі Карате 1 Серія А в чилійському Сантьяго, де вона здобула перемогу. 24 січня на турнірі Прем'єр-Ліги в Парижі вона вийшла у фінал, але там поступилася росіянці Анні Чернишовій. За підсумками місяця, НОК України визнав її найкращою спортсменкою місяця. Це друга така нагорода у кар'єрі спортсменки. 14 лютого Анджеліка здобула перемогу на турнірі Прем'єр-Ліги в Дубаї та стала першою серед українських каратистів, хто гарантував собі ліценцію на Олімпійські ігри. Пізніше, у своєму Instagram, вона оголосила про те, що на цих змаганнях зламала руку та пропустить найближчий турнір у Зальцбурзі.

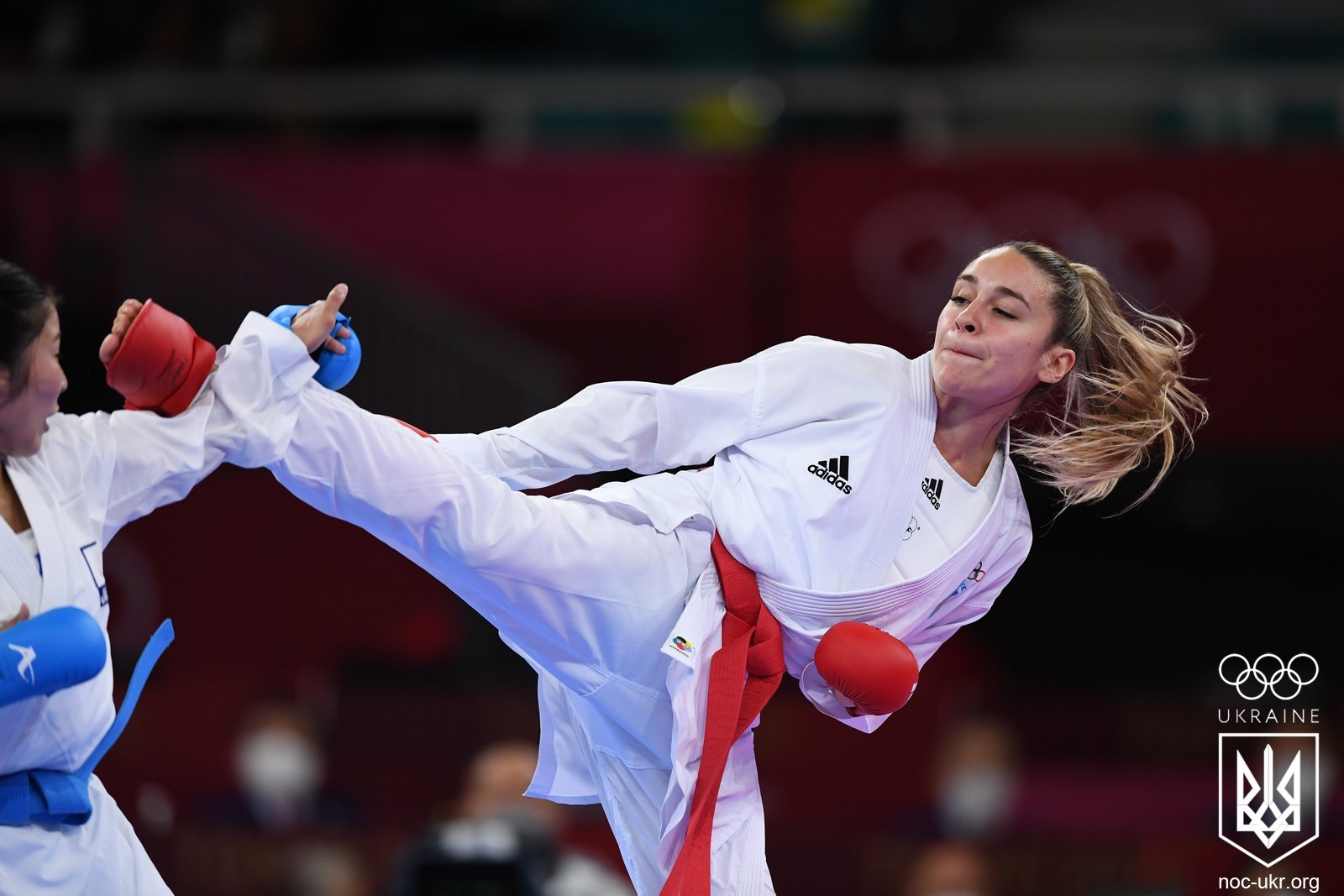
Міко Маяхару проти Анджеліки Терлюги на Олімпійських іграх 2020

У березні 2021 року відбувся перший турнір Карате 1 Прем'єр-Ліги, у якому Терлюга взяла участь після пандемії COVID-19. У Стамбулі вона зуміла виграти бронзову медаль. Наступного місяця, у Лісабоні, відбувся наступний етап Прем'єр-Ліги, де українка перемогла, підтвердивши своє місце в олімпійському рейтингу та гарантувавши собі участь в Олімпійських іграх. Незважаючи на успішний початок сезону Анджеліці не вдалося виграти медаль чемпіонату Європи, який відбувався в Поречі. У третьому раунді змагань вона поступилася італійській каратеці Сарі Кардін та вибула зі змагань.
5 серпня 2021 року Анжеліка Терлюга завоювала срібну медаль для України на літніх Олімпійських іграх 2020 року в Токіо
. Українка потрапила у групу B, де перемогла господарку змагань Міко Маяхару та єгиптянку Радва Саєд. У нічию завершилися її сутички з австрійкою Беттіною Планк та казашкою Молдір Жангбирбай. Набравши шість очків вона з першого місця вийшла у півфінал та гарантувала собі медаль змагань. У півфінальній сутичці їй вдалося пройти Вен Тзу Юн, спорсменку із Китайського Тайбею, але у фіналі вона поступилася своїй головній суперниці Івет Горановій, ставши срібною призеркою змагань.
Сезон 2022 року розпочала на турнірі «Карате 1 Прем'єр-Ліги» в Фуджайрі, де виграла срібну медаль. У подальшому здобула дві перемоги на турнірах цієї серії в Матозінюші та Рабаті. У кінці травня стала чемпіонкою Європи, здолавши у фіналі принципову суперницю, Івет Горанову, а у липні стала чемпіонкою Всесвітніх ігор.

## Досягнення

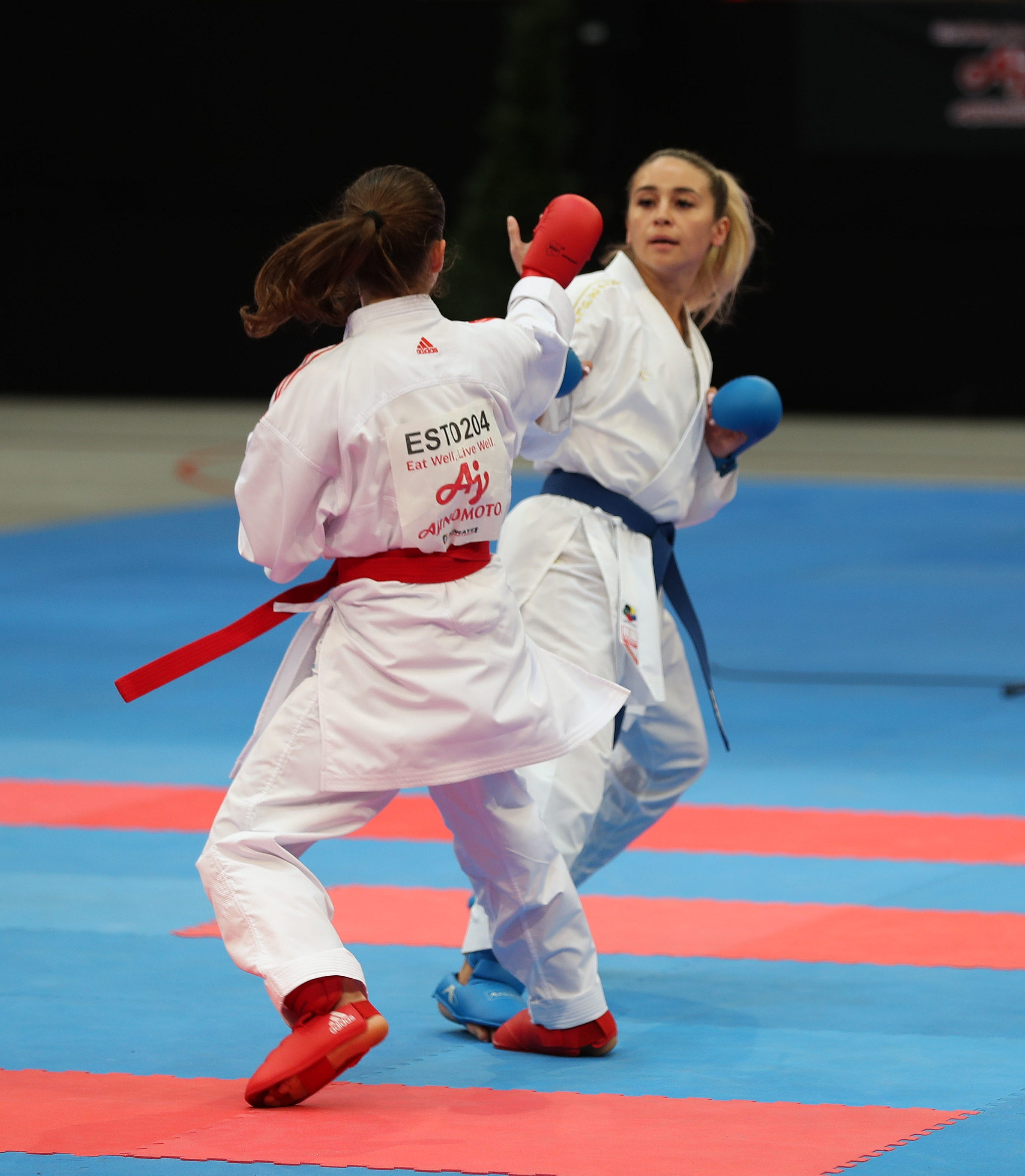
Анджеліка Терлюга на переможному турнірі Карате 1 Прем'єр-Ліги у Берліні у вересні 2018 року

- Чемпіонка Європи 2018 (особисте куміте).
- Чемпіонка Європи 2017, 2019 (командне куміте).
- Чемпіонка Європи серед студентів 2011 року (командне куміте).
- Срібна призерка
  - чемпіонату Європи 2016 (особисте куміте).
  - Європейських ігор 2019.
- Бронзова призерка чемпіонату Європи 2014 (командне куміте), 2017 (особисте куміте).
- Переможниця турнірів серій
  - «Карате 1 Прем'єр-Ліга» (10): Кобург (2015), Роттердам (2017), Лейпциг (2017), Берлін (2018), Париж (2019), Рабат (2019), Шанхай (2019), Токіо (2019), Москва (2019), Дубай (2020).
  - «Карате 1 Серія А» (5): Зальцбург (2017), Окінава (2017), Сантьяго (2018, 2020), Шанхай (2018).
- Володарка титулу Grand Winner KARATE1 2017, 2019.
- Срібна призерка турнірів серії «Карате 1 Прем'єр-Ліга» (3): Париж (2016), Дубай (2019), Париж (2020).
- Бронзова призерка турнірів серії «Карате 1 Прем'єр-Ліга» (6): Зальцбург (2011, 2019), Шарм-Ель-Шейх (2016), Роттердам (2016, 2018), Париж (2018).
- Срібна призерка турнірів серії «Карате 1 Серія А» (1): Сантьяго (2019).
- Бронзова призерка турнірів серії «Карате 1 Серія А» (1): Зальцбург (2019).
- Бронзова призерка чемпіонату Європи серед студентів 2011 року (особисте куміте).
- Неодноразова чемпіонка України в особистому куміте.

Світовий рейтинг: 1-е місце (26.02.2020)

## Особисте життя

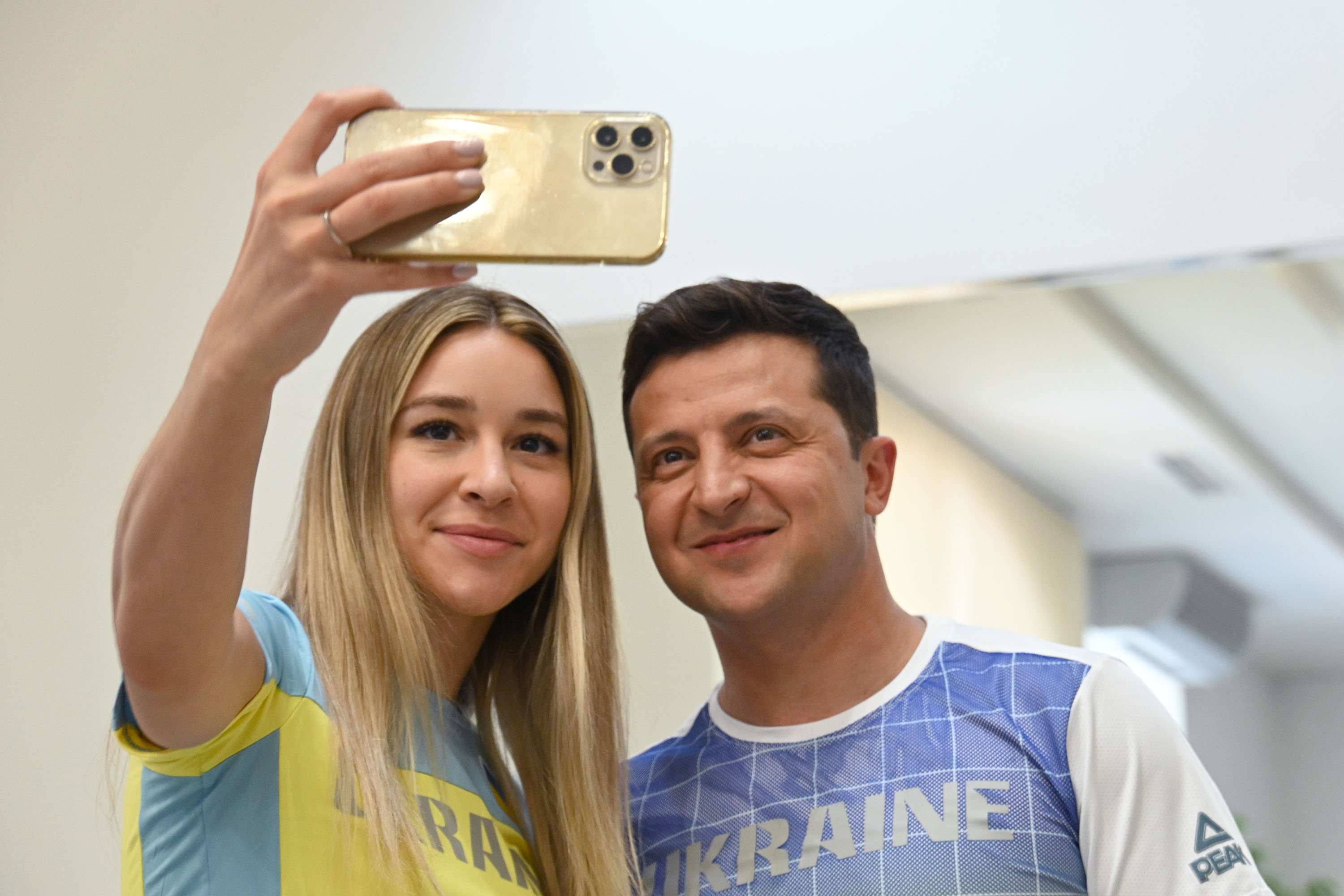
Анджеліка Терлюга робить селфі з Президентом України Володимиром Зеленським під час проводів збірної України на Олімпійські ігри

У вересні 2021 року вийшла заміж за Володимира Зарецького, рідного брата української та азербайджанської каратистки Ірини Зарецької.

## Державні нагороди
- Орден «За заслуги» III ст. (7 вересня 2023) — За досягнення високих спортивних результатів на ІІІ Європейських іграх у м. Кракові (Республіка Польща), виявлені самовідданість та волю до перемоги, піднесення міжнародного авторитету України.[20]
- Орден княгині Ольги I ст. (23 серпня 2022) — за значні заслуги у зміцненні української державності, мужність і самовідданість, виявлені у захисті суверенітету та територіальної цілісності України, вагомий особистий внесок у розвиток різних сфер суспільного життя, відстоювання національних інтересів нашої держави, сумлінне виконання професійного обов'язку.[21]
- Орден княгині Ольги II ст. (16 серпня 2021) — За досягнення високих спортивних результатів на ХХХІІ літніх Олімпійських іграх в місті Токіо (Японія), виявлені самовідданість та волю до перемоги, утвердження міжнародного авторитету України.[22]
- Орден княгині Ольги III ст. (15 липня 2019) — за досягнення високих спортивних результатів на ІІ Європейських іграх 2019 в Мінську (Республіка Білорусь), виявлені самовідданість та волю до перемоги, піднесення міжнародного авторитету України.[23]